# Bård Flovik
Bård Henning Flovik (Tromsø, 3 ottobre 1964) è un allenatore di calcio ed ex calciatore norvegese, di ruolo attaccante.

## Caratteristiche tecniche
Come allenatore, preferisce utilizzare il modulo 4-3-3.

## Carriera

### Giocatore

#### Club
Flovik ha vestito le maglie di Landsås e Skarp.

### Allenatore
Dal 1998 al 2003, ha fatto parte dello staff tecnico del Tromsø. Nel 2012, è stato commissario tecnico della Nazionali Under-16 e Under-17 della Norvegia. Nel 2013, oltre a continuare a guidare la formazione Under-17, è stato commissario tecnico della selezione Under-18. Il 14 gennaio 2014, è diventato l'assistente di Steinar Nilsen al Tromsø: si è legato al club con un contratto triennale. Nello stesso 2014, ha guidato anche la Nazionale Under-19.
Il 21 agosto 2015, a seguito dell'allontanamento di Steinar Nilsen dal Tromsø, è diventato il nuovo allenatore della squadra. Il 2 settembre è stato reso noto che Flovik avrebbe guidato la squadra fino alla fine del 2016. Il 22 febbraio 2016 ha rinnovato il contratto che lo legava al club fino al 2018. Il 26 giugno 2017 è stato esonerato.
Il 2 gennaio 2018, l'Alta ha reso noto d'aver ingaggiato Flovik come nuovo allenatore.